# Teor, Rivignano Teor
Teor är en ort och frazione i kommunen Rivignano Teor i provinsen Udine i regionen Friuli-Venezia Giulia i Italien. 
Teor upphörde som kommun den 1 januari 2014 och bildade med den tidigare kommunen Rivignano den nya kommunen Rivignano Teor. Den tidigare kommunen hade 1 944 invånare (2013).